# Lazy Eye (phim)
Lazy Eye là một bộ phim hài Mỹ năm 2016 của đạo diễn Tim Kirkman.

## Diễn viên
- Lucas Near-Verbruggh - Dean
- Aaron Costa Ganis - Alex
- Michaela Watkins - Mel
- Drew Barr - Optometrist